# Guan Yi
Guan Yi est le fils adoptif de Guan Xing et seigneur de Hanshou. Il hérita des titres de son père puisque Guan Tong, le fils aîné, mourut sans progéniture. Il servit donc l'empereur Liu Shan à Chengdu et prit part aux combats lors du coup d’éclat de Zhong Hui en l’an 264. Il fut toutefois tué dans la mêlée par les troupes Wei, alors que le Royaume de Shu fut anéanti. 